# Lista das maiores estrelas conhecidas
Esta é uma lista das maiores estrelas conhecidas pela humanidade, mais precisamente, estrelas com tamanhos maiores que 500 vezes o do Sol. A unidade de medida é o raio solar, equivalente a 1.391.400 km.

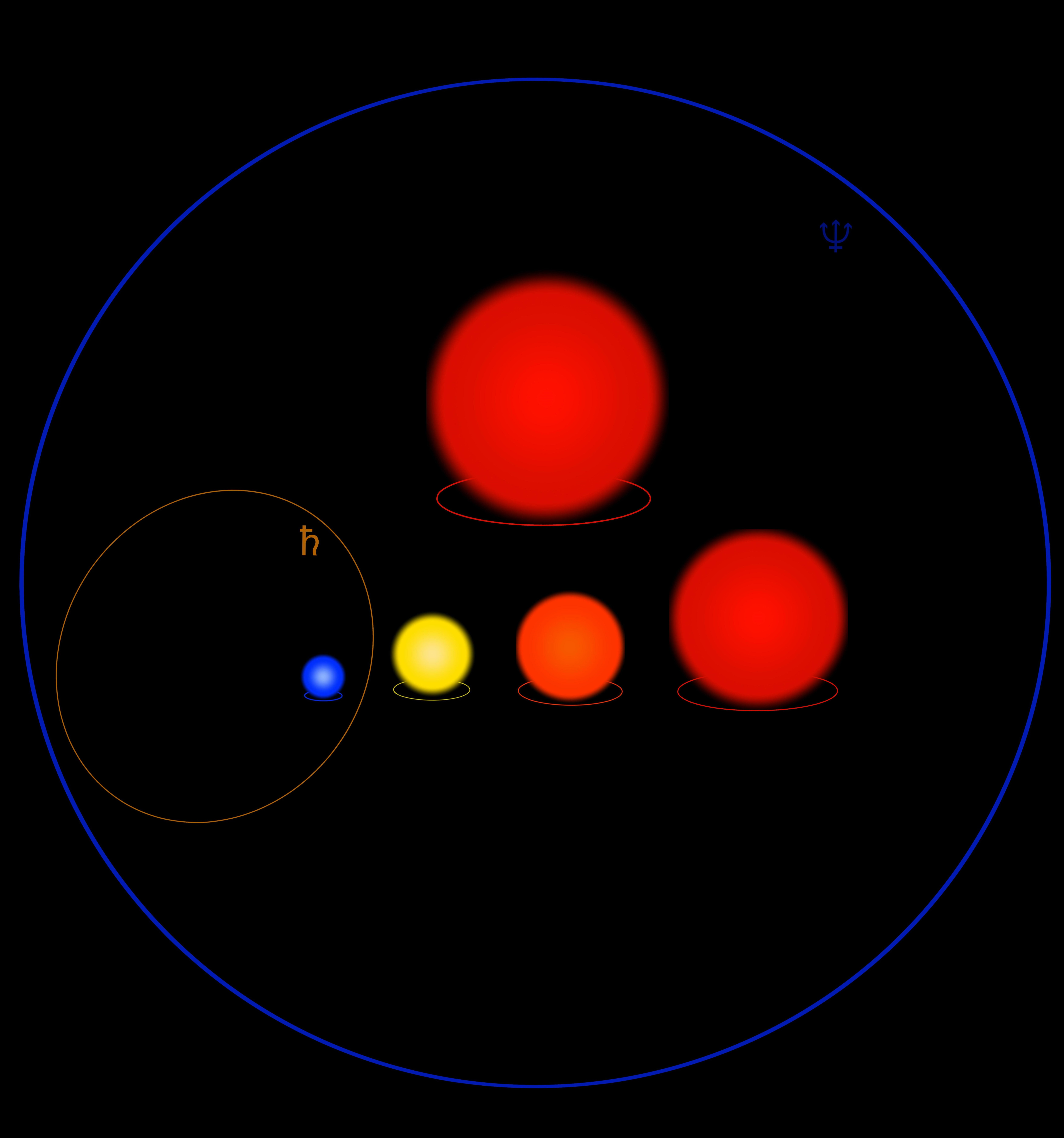
Os tamanhos relativos de várias estrelas supergigantes e hipergigantes: Cygnus OB2-12, V382 Carinae, Betelgeuse, VV Cephei A e VY Canis Majoris

Esta lista não está completa ou perfeitamente definida, devido a fatores como:
- Há frequentemente grande incerteza nos valores citados.
- A distância a essas estrelas não é conhecida com precisão, afetando medições de tamanho.
- Muitas dessas estrelas são variáveis pulsantes e variam de tamanho.

## Lista
| Nome                                                             | Raio (R☉)            | Notas |
| ---------------------------------------------------------------- | -------------------- | --- |
| Limite teórico do diâmetro estelar (Via Láctea)                  | 1 500 ou 1 800       | O valor mais baixo vem dos raios médios aproximados das três maiores estrelas estudadas no artigo. É consistente com os maiores raios estelares possíveis previstos pela teoria evolutiva atual, e acredita-se que estrelas acima deste raio seriam muito instáveis e geralmente não se formariam. O valor mais alto é derivado da modelagem evolutiva estelar de supergigantes vermelhas pobres em metais com uma massa inicial de 50 M☉. |
| VX Sagittarii                                                    | 1 480                | VX Sgr é uma variável pulsante com grandes variações no espectro e tamanho. O raio real é de 1 350 a 1 940 raios solares. |
| RSCG1-F01                                                        | 1 450                | |
| VY Canis Majoris                                                 | 1 420                | Uma vez considerada tão grande que contradizia a teoria de evolução estelar, medições de qualidade superior diminuiram o tamanho estimado. |
| AH Scorpii                                                       | 1 411±124            | AH Sco varia cerca de 3 magnitudes na faixa visual e 20% na luminosidade total. No entanto, não se sabe a variação de tamanho, pois o espectro também varia. |
| RSGC1-F04                                                        | 1 382+298 −384       | |
| S Persei [en]                                                    | 1364±6               | |
| CD-33 12241                                                      | 1 359                | |
| GCIRS 7                                                          | 1 359                | |
| NML Cygni                                                        | <1 350               | O raio de NML Cygni foi calculado utilizando seu diâmetro angular (7.8 milliarcosegundos) e distância (1610 parsecs). A estrela é rodeada por um disco de poeira complexo, que torna o diâmetro difícil de ser mensurado. |
| Stephenson 2 DFK 2                                               | 1 301 ± 285          | |
| Stephenson 2 DFK 49                                              | 1 300 ± 117          | |
| V558 Normae [en]                                                 | 1 261                | |
| Mu Cephei                                                        | 1 259 – 1 420        | |
| V354 Cephei                                                      | 1 245                | |
| Westerlund 1 W237                                                | 1242±70              | |
| BI Cygni                                                         | 1 240                | |
| AS Cephei                                                        | 1 230                | |
| PZ Cassiopeiae                                                   | 1 212–1 364          | |
| IRC -10414                                                       | 1 200                | |
| GCIRS 7                                                          | 1 170                | |
| Westerlund 1-26                                                  | 1 165–1 221          | |
| WY Velorum                                                       | 1 157                | Uma variável simbiótica. |
| BC Cygni                                                         | 1 140                | |
| RSGC1-F02                                                        | 1 128                | |
| HD 126577                                                        | 1 065                | |
| HR 5171 A                                                        | 1 060–1 160          | Uma estrela hipergigante amarela. |
| SU Persei                                                        | 1 044–1 139          | |
| RSGC1-F11                                                        | 1 032+210 −267       | |
| V602 Carinae                                                     | 1 040                | |
| KY Cygni                                                         | 1 033                | |
| KW Sagittarii                                                    | 1 009±142            | |
| RS Persei                                                        | 1 000                | |
| RW Cygni                                                         | 1 000                | |
| V396 Centauri                                                    | 965                  | |
| Psi1 Aurigae                                                     | 934                  | |
| AZ Cygni [en]                                                    | 911+57 −50           | |
| UY Scuti                                                         | 909                  | |
| NR Vulpeculae [en]                                               | 908                  | |
| RW Cephei                                                        | 900–1760             | RW Cep é variável em brilho e tipo espectral (observado de G8 a M), e provavelmente também em diâmetro. Em 2022, apresentou um período de grande diminuição em seu brilho, similar à Betelgeuse. |
| V437 Scuti                                                       | 874                  | |
| RT Carinae                                                       | 861                  | |
| V602 Carinae                                                     | 860                  | |
| Stephenson 2 DFK 3                                               | 855 ± 185            | |
| BI Cygni                                                         | 852+12 −9–908+12 −10 | |
| 6 Geminorum [en]                                                 | 821                  | |
| U Lacertae                                                       | 785                  | |
| VV Cephei                                                        | 779                  | |
| V355 Cephei                                                      | 770                  | |
| TZ Cassiopeiae                                                   | 767                  | |
| Betelgeuse (Alpha Orionis)                                       | 764                  | A décima estrela mais brilhante do céu noturno. O raio da estrela caiu para 500 raios solares durante o "great dimming". |
| UU Pegasi                                                        | 742                  | |
| IM Cassiopeiae                                                   | 740                  | |
| RX Telescopii                                                    | 716                  | |
| AS Cephei                                                        | 716                  | |
| MZ Puppis [en]                                                   | 708                  | |
| V528 Carinae [en]                                                | 700 ± 140            | |
| BD+35 4077                                                       | 684+9 −7             | |
| Antares A (Alpha Scorpii A)                                      | 680                  | A décima quarta estrela mais brilhante do céu noturno. |
| RR Aquilae                                                       | 648±169              | |
| Rho Cassiopeiae                                                  | 636–981              | Hipergigante amarela, um dos tipos mais raros de estrelas. |
| Stephenson 2 DFK 8                                               | 635 ± 128            | |
| AD Persei                                                        | 628+9 −7             | |
| FZ Persei                                                        | 619+6 −5             | |
| S Serpentis                                                      | 601 ± 159            | |
| V366 Andromedae                                                  | 588+24 −15           | |
| 119 Tauri                                                        | 587–593              | |
| S Pegasi                                                         | 574                  | |
| RU Herculis                                                      | 572±147              | |
| R Leonis Minoris                                                 | 569±146              | |
| RS Persei                                                        | 547+9 −7             | |
| W Hydrae                                                         | 520                  | |
| R Draconis                                                       | 511±142              | |
| R Leporis                                                        | 500                  | |
| S Orionis                                                        | 500                  | |
| As seguintes estrelas são listadas com o objetivo de comparação: |                      | |
| V382 Carinae                                                     | 485 ± 56             | A estrela hipergigante mais brilhante do céu. |
| V838 Monocerotis                                                 | 464                  | |
| Estrela da Pistola                                               | 420                  | Uma das estrelas mais luminosas conhecidas. |
| Mira                                                             | 332–402              | |
| Chi Cygni                                                        | 316                  | |
| R Doradus                                                        | 298                  | |
| Ras Algethi (Alpha Herculis)                                     | 264 - 303            | |
| Deneb (Alpha Cygni)                                              | 203                  | Uma supergigante branca em Cygnus |
| LBV 1806-20                                                      | 145                  | Anteriormente um candidato para a estrela mais luminosa da Via Láctea. |
| Epsilon Aurigae                                                  | 143 - 358            | ε Aur foi incorretamente saudado como a maior estrela com um raio até 2 700 - 3 000 raios solares, mesmo que mais tarde não fosse uma "estrela de luz infravermelha", mas sim um toro do anoitecer ao redor do sistema. |
| S Doradus                                                        | 100-380              | Uma estrela com uma luminosidade de mais de um milhão de vezes a do nosso sol. |
| WR 102ka (inglesa)                                               | 92                   | Candidato para a estrela mais luminosa da Via Láctea. |
| Gacrux (Gamma Crucis)                                            | 84                   | A gigante vermelha de tipo M mais próxima do Sol. |
| Rigel (Beta Orionis)                                             | 78,9                 | |
| Canopus (Alpha Carinae)                                          | 71                   | |
| Albireo (Beta Cygni)                                             | 62                   | |
| Beta Cancri (Altarf)                                             | 47,2                 | |
| Aldebara (Alpha Tauri)                                           | 45,1                 | |
| Polaris (Alpha Ursae Minoris)                                    | 37,5                 | A atual estrela do pólo norte. |
| RMC 136a1                                                        | 35,4                 | A estrela mais maciça e luminosa conhecida. |
| Arcturo (Alpha Bootes)                                           | 25,4                 | |
| Cygnus X-1 (HDE 226868)                                          | 20 - 22              | |
| Alnitak (Zeta Orionis)                                           | 20                   | |
| Capella (Alpha Aurigae)                                          | 11,98                | |
| VV Cephei B                                                      | 10                   | O companheiro de sequência principal do tipo B de VV Cephei A. |
| WR 104                                                           | 10                   | Em menos de 400 000 anos, esta estrela supergigante azul deverá explodir em um erupção de raios gama, o que poderia representar uma ameaça para a Terra. |